# Ostalgie

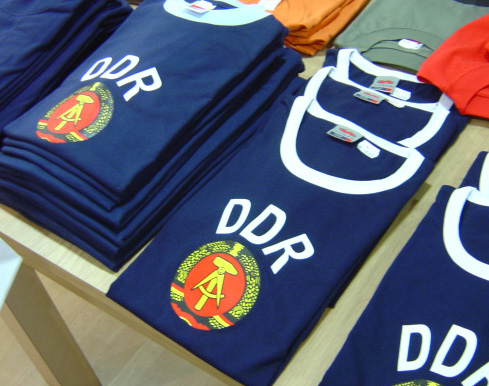
Một mẫu áo thể dục tại Berlin năm 2004 in quốc huy và tên viết tắt tiếng Đức của CHDC Đức

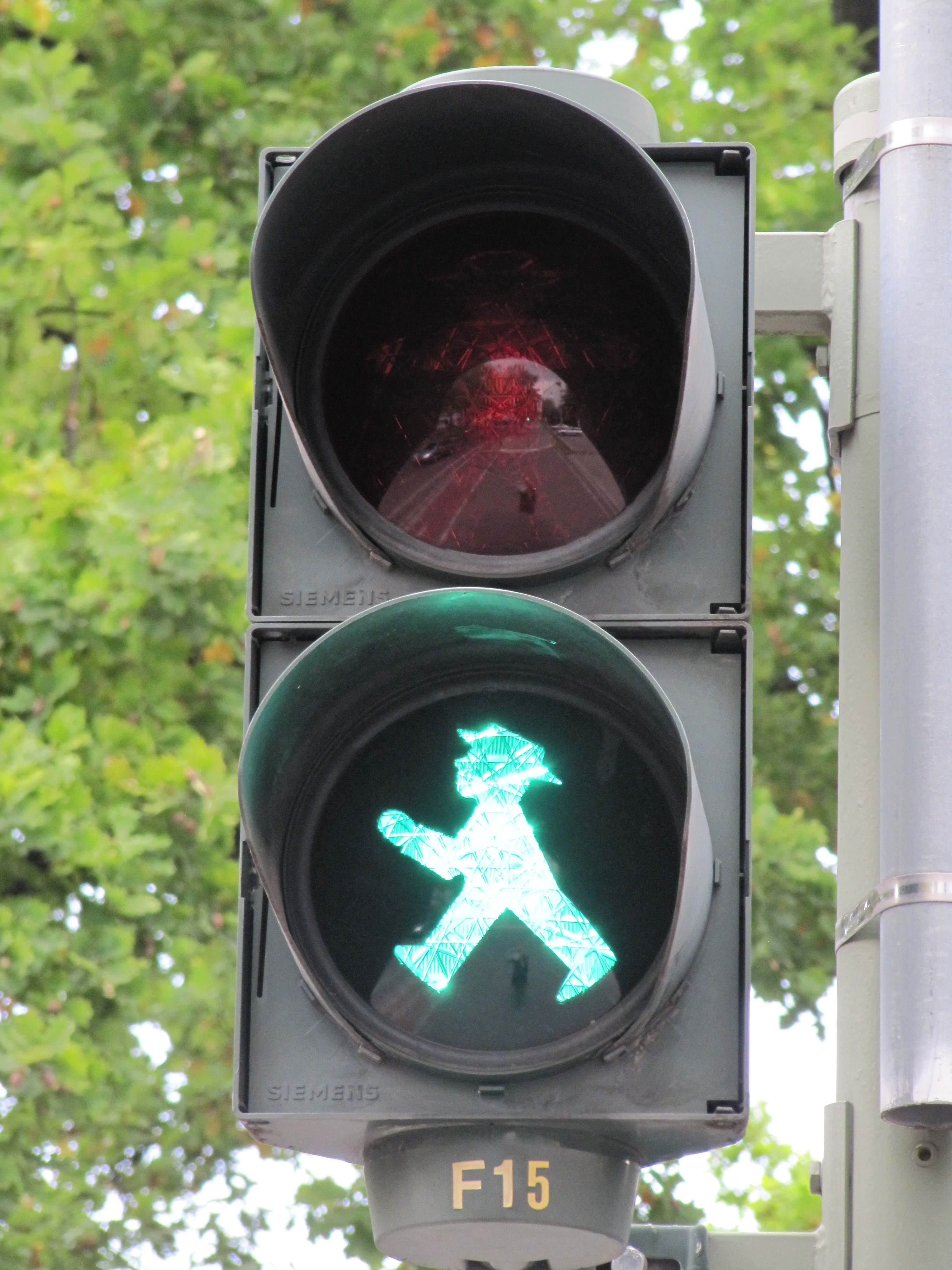
Một đèn giao thông kiểu Đông Đức còn hoạt động sau khi bức tường Berlin đổ

Ostalgie (Ostdeutschland “Đông Đức” + Nostalgie “hoài niệm”; tạm dịch: Hoài niệm Đông Đức) là một hiện tượng xuất hiện tại Đức kể từ khoảng thời gian nước Đức tái thống nhất, thường gặp trong các cựu công dân Cộng hòa Dân chủ Đức. Đây là một thuật ngữ chính thức trong tiếng Đức, được công nhận bởi Hiệp hội Ngôn ngữ Đức khi được đưa vào danh sách những từ nổi bật của năm 1993 (Wörtern des Jahres).

## Thuật ngữ
Thuật ngữ “Ostalgie” được đặt ra bởi nghệ sĩ Kabarett Uwe Steimer.:7

## Định nghĩa
Ít lâu sau cuộc cách mạng hòa bình 1990, để phản ứng trào lưu di dân Tây Đức về phần còn lại của nước Đức thống nhất và sự du nhập lối sống tư bản trên khắp lãnh thổ Đông Đức cũ, lớp cựu công dân Cộng hòa Dân chủ Đức bắt đầu có những người ham chuộng sản phẩm chính trị, văn hóa và thương mại Đông Đức.
Theo nhà xã hội học Thomas Ahbe, hành vi này hoàn toàn không hàm nghĩa tẩy chay công cuộc tái thống nhất Đức hay phục hồi dòng sản phẩm gán mác Đông Đức, mà chủ yếu lưu lại ký ức Đông Đức dưới hình thái lưu niệm. Ban đầu trào lưu này chỉ tồn tại trong thế hệ chịu ảnh hưởng ít nhiều văn hóa - chính trị Đông Đức, sau hấp dẫn cả những người sinh trưởng tại Tây Đức và cả Tây Âu tư bản. Cho nên, hoài niệm Đông Đức dần trở thành một hình thức trải nghiệm lối sống đặc thù Cộng hòa Dân chủ Đức.:56

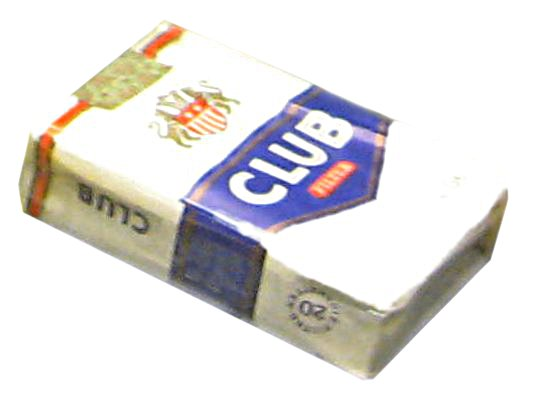
Hộp thuốc lá Club
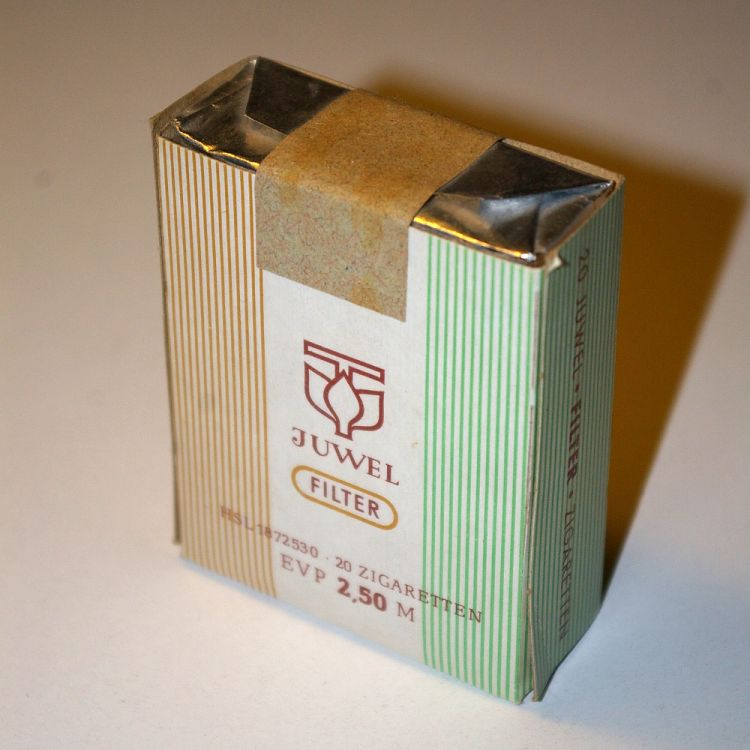
Hộp thuốc lá Juwel
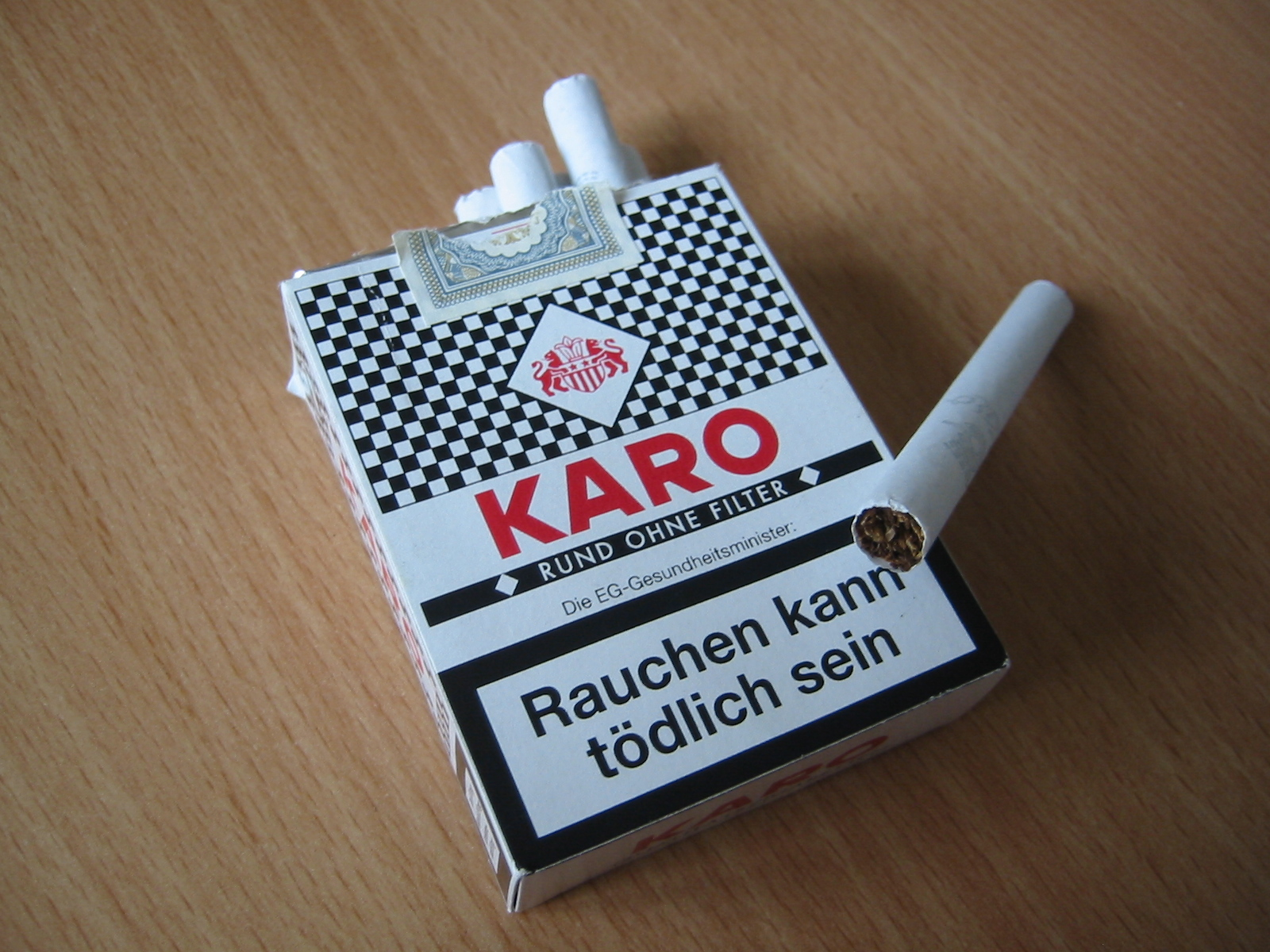
Hộp thuốc lá không đầu lọc Karo
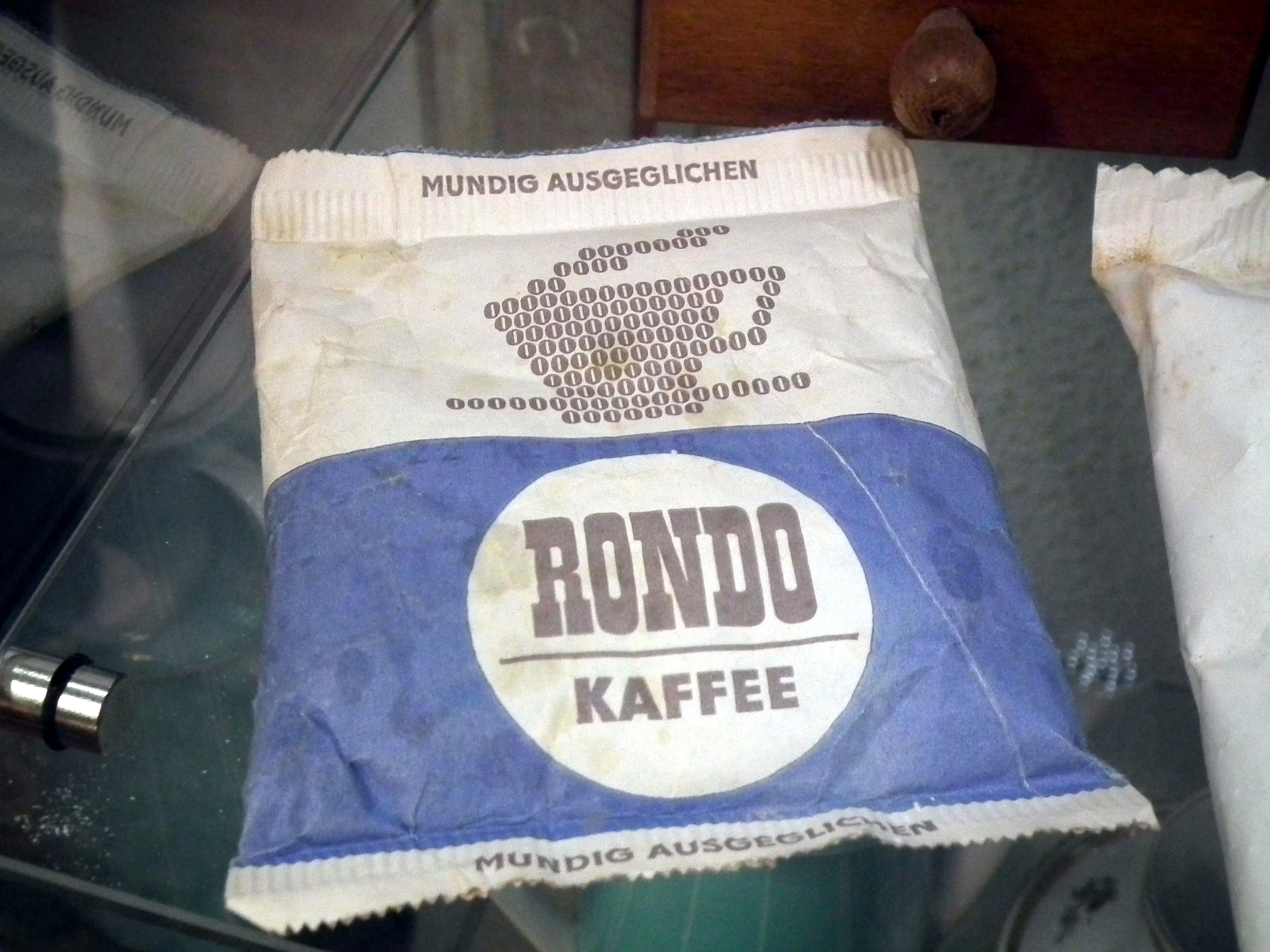
Gói cà phê Rondo
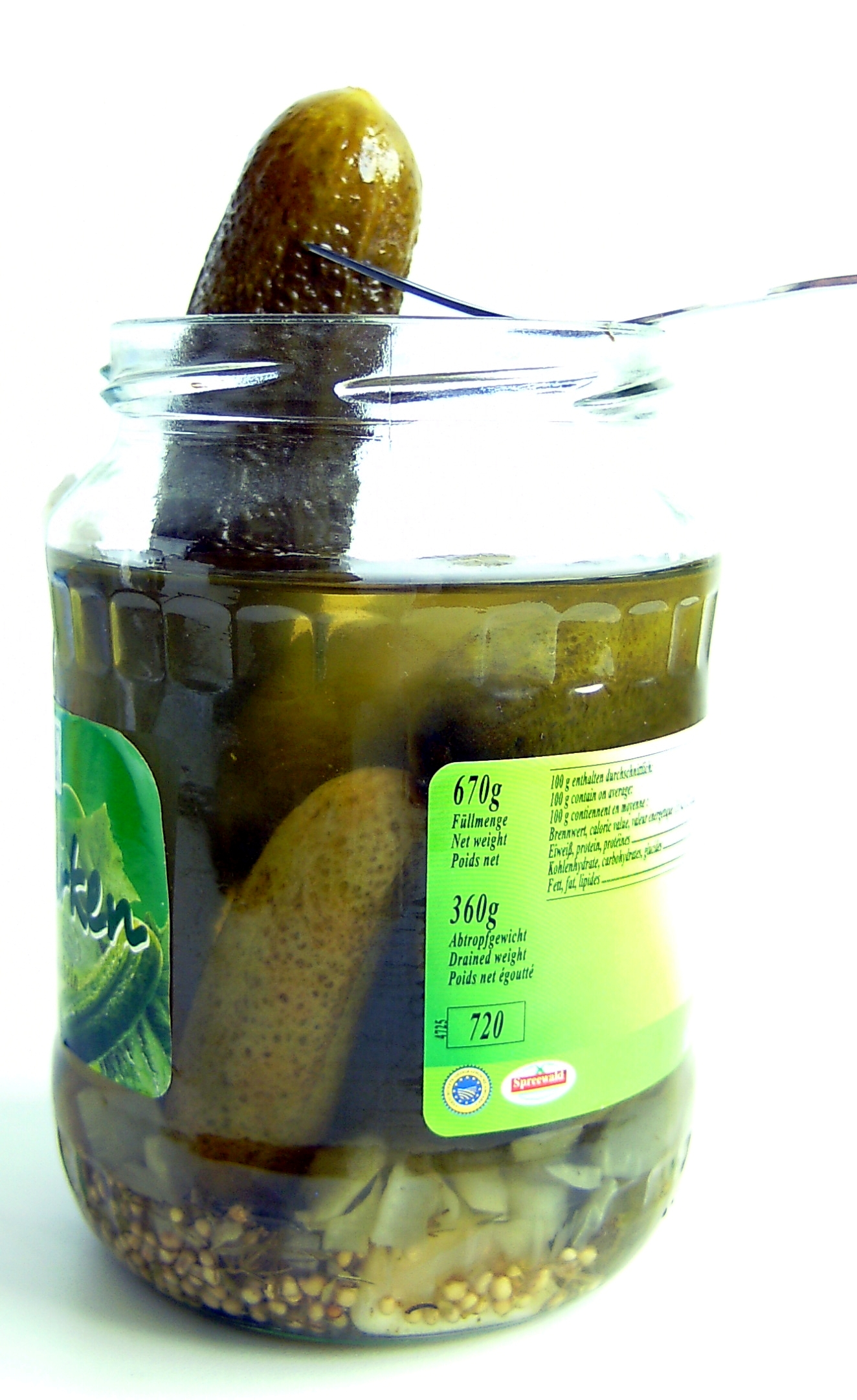
Lọ dưa chuột vùng Spreewald
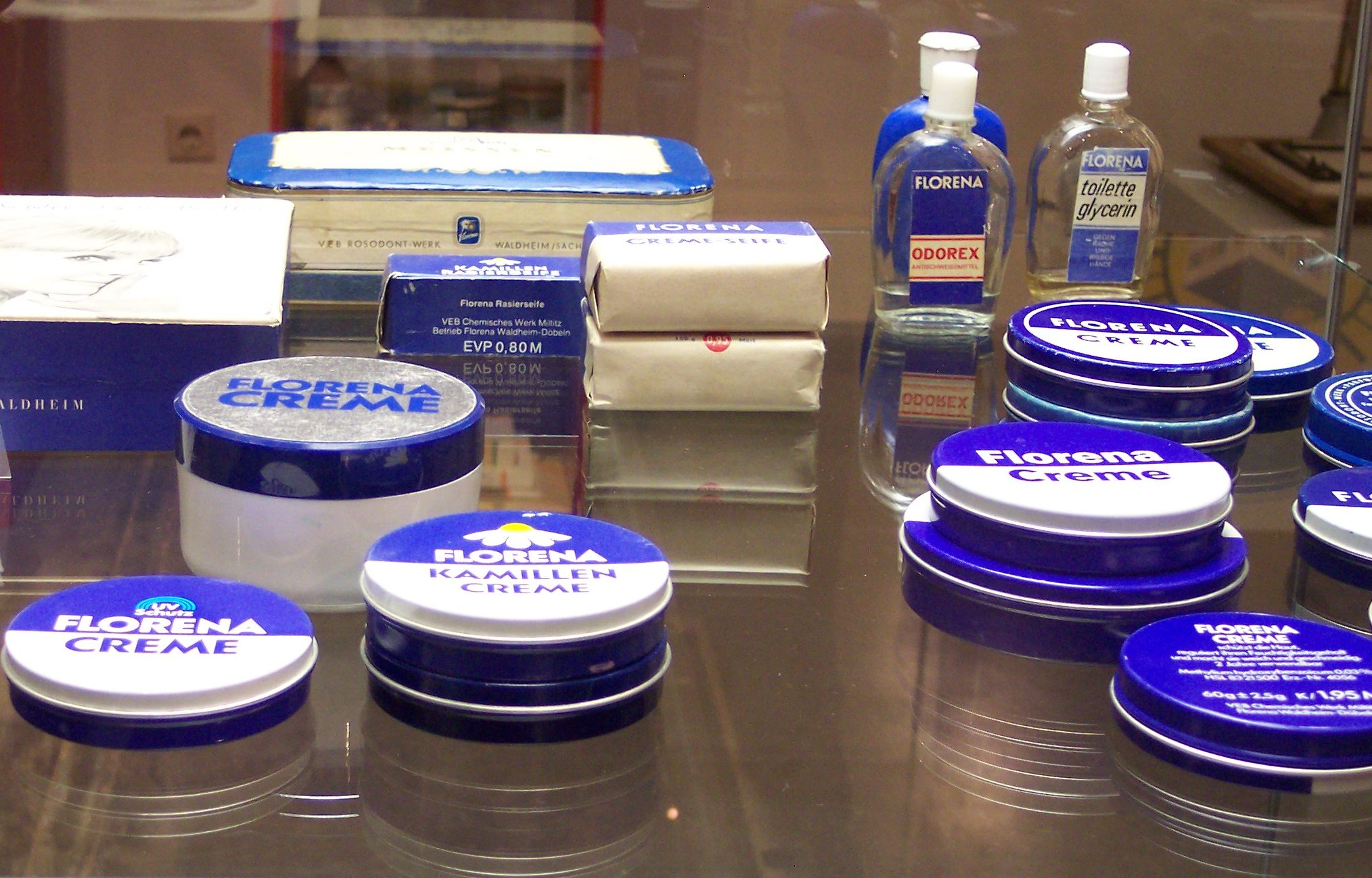
Các sản phẩm chăm sóc da hãng Florena
Một hộp sữa đông (Quarkspeise) hãng Leckermäulchen [de]

## Ảnh hưởng
Hoài niệm Đông Đức trở thành chủ đề cho nhiều luận án nghiên cứu xã hội Đức và các tác phẩm nghệ thuật hậu hiện đại.